# Pán prstenů (filmová trilogie)

Filmová trilogie Pán prstenů se skládá ze tří filmů – Pán prstenů: Společenstvo Prstenu, Pán prstenů: Dvě věže a Pán prstenů: Návrat krále, které jsou natočeny na motivy knihy Pán prstenů J. R. R. Tolkiena. Režisérem filmů se stal Peter Jackson a jeho výsledné dílo je považováno za jeden z nejambicióznějších projektů ve filmové historii. Jeho rozpočet dosahoval 285 milionů dolarů. 
Všechny tři filmy byly natáčeny současně od října 1999 do prosince 2000 (s dotáčkami v letech 2001 až 2003) na Novém Zélandu a jejich premiéry se uskutečnily postupně v rozmezí let 2001 a 2003. V letech 2012 až 2014 vytvořil Peter Jackson trojdílný prequel s názvem Hobit, který vychází z Tolkienova románu Hobit aneb Cesta tam a zase zpátky. V roce 2022 měl premiéru televizní seriál Pán prstenů: Prsteny moci, který je filmovou adaptací Dodatků k dílu Pán prstenů. Toto dílo nebude po právní stránce pokračováním Jacksonových trilogií Pán prstenů a Hobit, v praxi však s nimi bude tvořit kontinuum, a to jak po dějové, tak po výtvarné stránce.
Tvůrce keramiky pro trilogii Mirek Smíšek pocházel z České republiky.
V roce 2026 má na trilogii navázat snímek s titulem Hon na Gluma.

## Obsazení
| Postava                                 | Herci                           | Herci                            | Herci                              |
| Postava                                 | Společenstvo Prstenu            | Dvě věže                         | Návrat krále                       |
| Společenstvo prstenu                    | Společenstvo prstenu            | Společenstvo prstenu             | Společenstvo prstenu               |
| --------------------------------------- | ------------------------------- | -------------------------------- | ---------------------------------- |
| Aragorn                                 | Viggo Mortensen                 | Viggo Mortensen                  | Viggo Mortensen                    |
| Boromir                                 | Sean Bean                       | Sean Bean                        | Sean Bean                          |
| Frodo Pytlík                            | Elijah Wood                     | Elijah Wood                      | Elijah Wood                        |
| Gandalf                                 | Ian McKellen                    | Ian McKellen                     | Ian McKellen                       |
| Gimli                                   | John Rhys-Davies                | John Rhys-Davies                 | John Rhys-Davies                   |
| Legolas                                 | Orlando Bloom                   | Orlando Bloom                    | Orlando Bloom                      |
| Peregrin Bral                           | Billy Boyd                      | Billy Boyd                       | Billy Boyd                         |
| Samvěd Křepelka                         | Sean Astin                      | Sean Astin                       | Sean Astin                         |
| Smělmír Brandorád                       | Dominic Monaghan                | Dominic Monaghan                 | Dominic Monaghan                   |
| Kraj a Hůrka                            |                                 |                                  |                                    |
| Bilbo Pytlík                            | Ian Holm                        |                                  | Ian Holm                           |
| Ječmínek Máselník                       | David Weatherley                |                                  |                                    |
| Elanor Křepelková                       |                                 |                                  | Alexandra Astin                    |
| Everard Hrdonožka                       | Noel Appleby                    |                                  | Noel Appleby                       |
| farmář Červíček                         | Cameron Rhodes                  |                                  |                                    |
| hůrecký vrátný                          | Martyn Sanderson                |                                  |                                    |
| Lobélie Pytlíková ze Sáčkova            | Elizabeth Moody                 |                                  |                                    |
| Oto Pytlík ze Sáčkova                   | Peter Corrigan                  |                                  |                                    |
| paní Hrdonožková                        | Megan Edwards                   |                                  |                                    |
| paní Kšandičková                        | Lori Dungey                     |                                  |                                    |
| Peckoslav Křepelka                      | Norman Forsey                   |                                  | Norman Forsey                      |
| Růžena Chaloupková                      | Sarah McLeod                    |                                  | Sarah McLeod                       |
| starý Nouna                             | Bill Johnson                    |                                  |                                    |
| Ted Pískař                              | Brian Sergent                   |                                  |                                    |
| Roklinka, Lothlórien a Šedé přístavy    |                                 |                                  |                                    |
| Arwen                                   | Liv Tyler                       | Liv Tyler                        | Liv Tyler                          |
| Celeborn                                | Marton Csokas                   |                                  | Marton Csokas                      |
| Elrond                                  | Hugo Weaving                    | Hugo Weaving                     | Hugo Weaving                       |
| Figwit                                  | Bret McKenzie                   |                                  | Bret McKenzie                      |
| Galadriel                               | Cate Blanchett                  | Cate Blanchett                   | Cate Blanchett                     |
| Glóin                                   | John Rhys-Davies                |                                  |                                    |
| Haldir                                  | Craig Parker                    | Craig Parker                     |                                    |
| Círdan                                  | Michael Elsworth                |                                  | Michael Elsworth                   |
| Rúmil                                   | Jørn Benzon                     |                                  |                                    |
| Železný pas a Mordor                    |                                 |                                  |                                    |
| černokněžný král Angmaru                | Brent McIntyremluví Andy Serkis |                                  | Lawrence Makoare                   |
| Gorbag                                  |                                 | Stephen Ure                      |                                    |
| Gothmog                                 |                                 |                                  | Lawrence Makoaremluví Craig Parker |
| Gríma                                   |                                 | Brad Dourif                      | Brad Dourif                        |
| Grišnákh                                |                                 | Stephen Ure                      |                                    |
| Lurtz                                   | Lawrence Makoare                |                                  |                                    |
| Mauhúr                                  |                                 | Robbie Magasivamluví Andy Serkis |                                    |
| Saruman                                 | Christopher Lee                 | Christopher Lee                  | Christopher Lee                    |
| Sauron                                  | Sala Bakermluví Alan Howard     |                                  | Sala Bakermluví Alan Howard        |
| Šagrat                                  |                                 | Peter Tait                       |                                    |
| Sharku                                  |                                 | Jed Brophy                       |                                    |
| Sméagol/Glum                            | Andy Serkis                     | Andy Serkis                      | Andy Serkis                        |
| Snaga                                   |                                 | Jed Brophymluví Andy Serkis      |                                    |
| Uglúk                                   |                                 | Nathaniel Lees                   |                                    |
| Ústa Sauronova                          |                                 |                                  | Bruce Spence                       |
| Rohan, Gondor, Fangorn a Stezky mrtvých |                                 |                                  |                                    |
| archivář v Minas Tirith                 |                                 |                                  | Michael Elsworth                   |
| Damrod                                  |                                 | Alistair Browning                |                                    |
| Denethor                                |                                 | John Noble                       | John Noble                         |
| Éomer                                   |                                 | Karl Urban                       | Karl Urban                         |
| Éothain                                 |                                 | Sam Comery                       |                                    |
| Éowyn                                   |                                 | Miranda Otto                     | Miranda Otto                       |
| Faramir                                 |                                 | David Wenham                     | David Wenham                       |
| Freda                                   |                                 | Olivia Tennet                    |                                    |
| Gamling                                 |                                 | Bruce Hopkins                    | Bruce Hopkins                      |
| Grimbold                                |                                 | Bruce Phillips                   |                                    |
| Háma                                    |                                 | John Leigh                       |                                    |
| Haleth                                  |                                 | Calum Gittins                    |                                    |
| Irolas                                  |                                 | Ian Hughes                       |                                    |
| Král mrtvých                            |                                 | Paul Norell                      |                                    |
| Madril                                  |                                 | John Bach                        | John Bach                          |
| Morwen                                  |                                 | Robyn Malcolm                    |                                    |
| Stromovous                              |                                 | mluví John Rhys-Davies           | mluví John Rhys-Davies             |
| Théoden                                 |                                 | Bernard Hill                     | Bernard Hill                       |
| Théodred                                |                                 | Paris Howe Strewe                |                                    |
| Postavy z historie                      |                                 |                                  |                                    |
| Déagol                                  | Thomas Robins (pouze ruka)      |                                  | Thomas Robins                      |
| Elendil                                 | Peter McKenzie                  |                                  |                                    |
| Gil-galad                               | Mark Ferguson                   |                                  |                                    |
| Isildur                                 | Harry Sinclair                  |                                  | Harry Sinclair                     |